# Liste des anciennes communes de la Lozère
Cette page a pour objectif de retracer toutes les modifications communales dans le département de Lozère : les anciennes communes qui ont existé depuis la Révolution française, ainsi que les créations, les modifications officielles de nom, ainsi que les échanges de territoires entre communes.
Dans un département à la nature contraignante et faiblement peuplé, l'exode rural aidant, le tissu communal a subi une profonde mutation au cours de la période récente.
De 192 communes en 1800, le nombre est resté stable jusqu'en 1970 (les quelques regroupements étant compensés par des créations au XIXe siècle). Depuis lors, les regroupements entre communes ont eu tendance à s'intensifier, d'abord avec la loi Marcellin dans les années 1970, mais surtout bien plus récemment avec le statut de commune nouvelle de 2010. Aujourd'hui le département compte 152 communes (au 1er janvier 2024).

## Fusions
| Nom de la nouvelle commune       | Communes réunies                   | Régime                                                        | Date (et nature) de la décision                    | Date d'effet         |
| -------------------------------- | ---------------------------------- | ------------------------------------------------------------- | -------------------------------------------------- | -------------------- |
| Monts-de-Randon                  | Rieutort-de-Randon                 | commune nouvelle (avec communes déléguées)                    | 28 novembre 2018 (Arrêté)                          | 1er janvier 2019     |
| Monts-de-Randon                  | Estables                           | commune nouvelle (avec communes déléguées)                    | 28 novembre 2018 (Arrêté)                          | 1er janvier 2019     |
| Monts-de-Randon                  | Saint-Amans                        | commune nouvelle (avec communes déléguées)                    | 28 novembre 2018 (Arrêté)                          | 1er janvier 2019     |
| Monts-de-Randon                  | Servières                          | commune nouvelle (avec communes déléguées)                    | 28 novembre 2018 (Arrêté)                          | 1er janvier 2019     |
| Monts-de-Randon                  | La Villedieu                       | commune nouvelle (avec communes déléguées)                    | 28 novembre 2018 (Arrêté)                          | 1er janvier 2019     |
| Bel-Air-Val-d'Ance               | Chambon-le-Château                 | commune nouvelle (avec communes déléguées)                    | 28 septembre 2018 (Arrêté)                         | 1er janvier 2019     |
| Bel-Air-Val-d'Ance               | Saint-Symphorien                   | commune nouvelle (avec communes déléguées)                    | 28 septembre 2018 (Arrêté)                         | 1er janvier 2019     |
| Lachamp-Ribennes                 | Ribennes                           | commune nouvelle (avec communes déléguées)                    | 28 septembre 2018 (Arrêté)                         | 1er janvier 2019     |
| Lachamp-Ribennes                 | Lachamp                            | commune nouvelle (avec communes déléguées)                    | 28 septembre 2018 (Arrêté)                         | 1er janvier 2019     |
| Massegros Causses Gorges         | Le Massegros                       | commune nouvelle (avec communes déléguées)                    | 22 décembre 2016 (Arrêté)                          | 1er janvier 2017     |
| Massegros Causses Gorges         | Le Recoux                          | commune nouvelle (avec communes déléguées)                    | 22 décembre 2016 (Arrêté)                          | 1er janvier 2017     |
| Massegros Causses Gorges         | Saint-Georges-de-Lévéjac           | commune nouvelle (avec communes déléguées)                    | 22 décembre 2016 (Arrêté)                          | 1er janvier 2017     |
| Massegros Causses Gorges         | Saint-Rome-de-Dolan                | commune nouvelle (avec communes déléguées)                    | 22 décembre 2016 (Arrêté)                          | 1er janvier 2017     |
| Massegros Causses Gorges         | Les Vignes                         | commune nouvelle (avec communes déléguées)                    | 22 décembre 2016 (Arrêté)                          | 1er janvier 2017     |
| Peyre en Aubrac                  | Aumont-Aubrac                      | commune nouvelle (avec communes déléguées)                    | 15 septembre 2016 (Arrêté)                         | 1er janvier 2017     |
| Peyre en Aubrac                  | La Chaze-de-Peyre                  | commune nouvelle (avec communes déléguées)                    | 15 septembre 2016 (Arrêté)                         | 1er janvier 2017     |
| Peyre en Aubrac                  | Fau-de-Peyre                       | commune nouvelle (avec communes déléguées)                    | 15 septembre 2016 (Arrêté)                         | 1er janvier 2017     |
| Peyre en Aubrac                  | Javols                             | commune nouvelle (avec communes déléguées)                    | 15 septembre 2016 (Arrêté)                         | 1er janvier 2017     |
| Peyre en Aubrac                  | Saint-Sauveur-de-Peyre             | commune nouvelle (avec communes déléguées)                    | 15 septembre 2016 (Arrêté)                         | 1er janvier 2017     |
| Peyre en Aubrac                  | Sainte-Colombe-de-Peyre            | commune nouvelle (avec communes déléguées)                    | 15 septembre 2016 (Arrêté)                         | 1er janvier 2017     |
| Saint Bonnet-Laval               | Saint-Bonnet-de-Montauroux         | commune nouvelle (avec communes déléguées)                    | 13 septembre 2016 (Arrêté)                         | 1er janvier 2017     |
| Saint Bonnet-Laval               | Laval-Atger                        | commune nouvelle (avec communes déléguées)                    | 13 septembre 2016 (Arrêté)                         | 1er janvier 2017     |
| Prinsuéjols-Malbouzon            | Malbouzon                          | commune nouvelle (avec communes déléguées)                    | 3 août 2016 (Arrêté)                               | 1er janvier 2017     |
| Prinsuéjols-Malbouzon            | Prinsuéjols                        | commune nouvelle (avec communes déléguées)                    | 3 août 2016 (Arrêté)                               | 1er janvier 2017     |
| Gorges du Tarn Causses           | Sainte-Enimie                      | commune nouvelle (avec communes déléguées)                    | 4 juillet 2016 (Arrêté)                            | 1er janvier 2017     |
| Gorges du Tarn Causses           | Montbrun                           | commune nouvelle (avec communes déléguées)                    | 4 juillet 2016 (Arrêté)                            | 1er janvier 2017     |
| Gorges du Tarn Causses           | Quézac                             | commune nouvelle (avec communes déléguées)                    | 4 juillet 2016 (Arrêté)                            | 1er janvier 2017     |
| Mont Lozère et Goulet            | Le Bleymard                        | commune nouvelle (avec communes déléguées)                    | 23 mai 2016 (Arrêté)                               | 1er janvier 2017     |
| Mont Lozère et Goulet            | Bagnols-les-Bains                  | commune nouvelle (avec communes déléguées)                    | 23 mai 2016 (Arrêté)                               | 1er janvier 2017     |
| Mont Lozère et Goulet            | Belvezet                           | commune nouvelle (avec communes déléguées)                    | 23 mai 2016 (Arrêté)                               | 1er janvier 2017     |
| Mont Lozère et Goulet            | Chasseradès                        | commune nouvelle (avec communes déléguées)                    | 23 mai 2016 (Arrêté)                               | 1er janvier 2017     |
| Mont Lozère et Goulet            | Mas-d'Orcières                     | commune nouvelle (avec communes déléguées)                    | 23 mai 2016 (Arrêté)                               | 1er janvier 2017     |
| Mont Lozère et Goulet            | Saint-Julien-du-Tournel            | commune nouvelle (avec communes déléguées)                    | 23 mai 2016 (Arrêté)                               | 1er janvier 2017     |
| Bourgs sur Colagne               | Le Monastier-Pin-Moriès            | commune nouvelle (avec communes déléguées)                    | 15 décembre 2015 (Arrêté)                          | 1er janvier 2016     |
| Bourgs sur Colagne               | Chirac                             | commune nouvelle (avec communes déléguées)                    | 15 décembre 2015 (Arrêté)                          | 1er janvier 2016     |
| Ventalon en Cévennes             | Saint-Frézal-de-Ventalon           | commune nouvelle (avec communes déléguées)                    | 14 décembre 2015 (Arrêté)                          | 1er janvier 2016     |
| Ventalon en Cévennes             | Saint-Andéol-de-Clerguemort        | commune nouvelle (avec communes déléguées)                    | 14 décembre 2015 (Arrêté)                          | 1er janvier 2016     |
| Bédouès-Cocurès                  | Cocurès                            | commune nouvelle (SANS communes déléguées depuis le 1-1-2020) | 8 décembre 2015 (Arrêté)                           | 1er janvier 2016     |
| Bédouès-Cocurès                  | Bédouès                            | commune nouvelle (SANS communes déléguées depuis le 1-1-2020) | 8 décembre 2015 (Arrêté)                           | 1er janvier 2016     |
| Pont de Montvert-Sud Mont Lozère | Le Pont-de-Montvert                | commune nouvelle (avec communes déléguées)                    | 8 décembre 2015 (Arrêté)                           | 1er janvier 2016     |
| Pont de Montvert-Sud Mont Lozère | Fraissinet-de-Lozère               | commune nouvelle (avec communes déléguées)                    | 8 décembre 2015 (Arrêté)                           | 1er janvier 2016     |
| Pont de Montvert-Sud Mont Lozère | Saint-Maurice-de-Ventalon          | commune nouvelle (avec communes déléguées)                    | 8 décembre 2015 (Arrêté)                           | 1er janvier 2016     |
| Cans et Cévennes                 | Saint-Laurent-de-Trèves            | commune nouvelle (avec communes déléguées)                    | 2 décembre 2015 (Arrêté) 14 décembre 2015 (Arrêté) | 1er janvier 2016     |
| Cans et Cévennes                 | Saint-Julien-d'Arpaon              | commune nouvelle (avec communes déléguées)                    | 2 décembre 2015 (Arrêté) 14 décembre 2015 (Arrêté) | 1er janvier 2016     |
| Florac Trois Rivières            | Florac                             | commune nouvelle (SANS communes déléguées depuis le 1-1-2020) | 2 décembre 2015 (Arrêté) 14 décembre 2015 (Arrêté) | 1er janvier 2016     |
| Florac Trois Rivières            | La Salle-Prunet                    | commune nouvelle (SANS communes déléguées depuis le 1-1-2020) | 2 décembre 2015 (Arrêté) 14 décembre 2015 (Arrêté) | 1er janvier 2016     |
| Banassac-Canilhac                | Banassac                           | commune nouvelle (SANS communes déléguées)                    | 29 septembre 2015 (Arrêté)                         | 1er janvier 2016     |
| Banassac-Canilhac                | Canilhac                           | commune nouvelle (SANS communes déléguées)                    | 29 septembre 2015 (Arrêté)                         | 1er janvier 2016     |
| Naussac-Fontanes                 | Naussac                            | commune nouvelle (avec communes déléguées)                    | 29 septembre 2015 (Arrêté)                         | 1er janvier 2016     |
| Naussac-Fontanes                 | Fontanes                           | commune nouvelle (avec communes déléguées)                    | 29 septembre 2015 (Arrêté)                         | 1er janvier 2016     |
| Le Monastier-Pin-Moriès          | Le Monastier                       | fusion association (fusion simple depuis le 25-8-1992)        | 27 février 1974 (Arrêté)                           | 1er mars 1974        |
| Le Monastier-Pin-Moriès          | Pin-Moriès                         | fusion association (fusion simple depuis le 25-8-1992)        | 27 février 1974 (Arrêté)                           | 1er mars 1974        |
| Chanac                           | Chanac                             | fusion association                                            | 7 juin 1973 (Arrêté)                               | 1er juillet 1973     |
| Chanac                           | Le Villard                         | fusion association                                            | 7 juin 1973 (Arrêté)                               | 1er juillet 1973     |
| La Canourgue                     | La Canourgue                       | fusion association                                            | 29 décembre 1972 (Arrêté)                          | 1er janvier 1973     |
| La Canourgue                     | Auxillac                           | fusion association                                            | 29 décembre 1972 (Arrêté)                          | 1er janvier 1973     |
| La Canourgue                     | La Capelle                         | fusion association                                            | 29 décembre 1972 (Arrêté)                          | 1er janvier 1973     |
| La Canourgue                     | Montjézieu                         | fusion association                                            | 29 décembre 1972 (Arrêté)                          | 1er janvier 1973     |
| Les Monts-Verts                  | Le Bacon                           | fusion association (fusion simple depuis le 17-7-1990)        | 22 décembre 1972 (Arrêté)                          | 1er janvier 1973     |
| Les Monts-Verts                  | Arcomie                            | fusion association (fusion simple depuis le 17-7-1990)        | 22 décembre 1972 (Arrêté)                          | 1er janvier 1973     |
| Les Monts-Verts                  | Berc                               | fusion association (fusion simple depuis le 17-7-1990)        | 22 décembre 1972 (Arrêté)                          | 1er janvier 1973     |
| Sainte-Enimie                    | Sainte-Enimie                      | fusion simple                                                 | 25 août 1972 (Arrêté)                              | 1er octobre 1972     |
| Sainte-Enimie                    | Prades                             | fusion simple                                                 | 25 août 1972 (Arrêté)                              | 1er octobre 1972     |
| Hures-la-Parade                  | Hures                              | fusion                                                        | 29 janvier 1971 (Arrêté)                           | 15 février 1971      |
| Hures-la-Parade                  | La Parade                          | fusion                                                        | 29 janvier 1971 (Arrêté)                           | 15 février 1971      |
| Grandrieu                        | Grandrieu                          | fusion                                                        | 27 janvier 1965 (Arrêté)                           | 1er février 1965     |
| Grandrieu                        | Sainte-Colombe-de-Montauroux       | fusion                                                        | 27 janvier 1965 (Arrêté)                           | 1er février 1965     |
| Altier                           | Altier                             | fusion                                                        | 29 septembre 1964 (Arrêté)                         | 1er novembre 1964    |
| Altier                           | Combret                            | fusion                                                        | 29 septembre 1964 (Arrêté)                         | 1er novembre 1964    |
| Pied-de-Borne                    | Les Balmelles                      | fusion                                                        | 9 septembre 1964 (Arrêté)                          | 1er novembre 1964    |
| Pied-de-Borne                    | Planchamp                          | fusion                                                        | 9 septembre 1964 (Arrêté)                          | 1er novembre 1964    |
| Pied-de-Borne                    | Saint-Jean-Chazorne                | fusion                                                        | 9 septembre 1964 (Arrêté)                          | 1er novembre 1964    |
| Saint-Chély                      | Saint-Chély-Ville                  | fusion                                                        | 3 février 1851 (Loi)                               | 3 février 1851 (Loi) |
| Saint-Chély                      | Saint-Chély-Forain                 | fusion                                                        | 3 février 1851 (Loi)                               | 3 février 1851 (Loi) |
| Barre                            | Barre                              | fusion                                                        | 1831                                               | 1831                 |
| Barre                            | Les Balmes                         | fusion                                                        | 1831                                               | 1831                 |
| Barre                            | Le Bousquet-la-Barthe              | fusion                                                        | 1831                                               | 1831                 |
| Le Malzieu-Ville                 | Le Malzieu-Ville                   | fusion                                                        | 1831                                               | 1831                 |
| Le Malzieu-Ville                 | Verdezun                           | fusion                                                        | 1831                                               | 1831                 |
| Meyrueis                         | Meyrueis-Ville                     | fusion                                                        | 1819                                               | 1819                 |
| Meyrueis                         | Meyrueis-Campagne                  | fusion                                                        | 1819                                               | 1819                 |
| Le Pont-de-Montvert              | Frutgères                          | fusion                                                        | 1801                                               | 1801                 |
| Le Pont-de-Montvert              | Grizac                             | fusion                                                        | 1801                                               | 1801                 |
| Allenc                           | Allenc                             | fusion                                                        | 1790-1794                                          | 1790-1794            |
| Allenc                           | Laubert (commune rétablie en 1873) | fusion                                                        | 1790-1794                                          | 1790-1794            |
| Allenc                           | Montbel (commune rétablie en 1867) | fusion                                                        | 1790-1794                                          | 1790-1794            |
| Auxillac                         | Auxillac                           | fusion                                                        | 1790-1794                                          | 1790-1794            |
| Auxillac                         | Marijoulet                         | fusion                                                        | 1790-1794                                          | 1790-1794            |
| Prades                           | Prades                             | fusion                                                        | 1790-1794                                          | 1790-1794            |
| Prades                           | Castelbouc                         | fusion                                                        | 1790-1794                                          | 1790-1794            |

## Créations et rétablissements
| Nom de la commune créée | Commune affectée        | Mode de création            | Date (et nature) de la décision |
| ----------------------- | ----------------------- | --------------------------- | ------------------------------- |
| Cheylard-l'Évêque       | Chaudeyrac              | Démembrement                | 1er août 1888 (Loi)             |
| Mas-d'Orcières          | Saint-Julien-du-Tournel | Démembrement                | 1er décembre 1880 (Loi)         |
| Berc                    | Termes                  | Démembrement                | 7 avril 1877 (Loi)              |
| Berc                    | Arcomie                 | Démembrement                | 7 avril 1877 (Loi)              |
| Berc                    | La Fage-Saint-Julien    | Démembrement                | 7 avril 1877 (Loi)              |
| Laubert                 | Châteauneuf-de-Randon   | Rétablissement              | 3 juillet 1873 (Loi)            |
| Montbel                 | Châteauneuf-de-Randon   | Rétablissement              | 1867                            |
| La Tieule               | Banassac                | Démembrement                | 11 juin 1842 (Loi)              |
| Lajo                    | Saint-Alban             | Démembrement                | 2 mai 1837 (Ordonnance)         |
| Montbrun                | Quézac                  | Démembrement                | 2 mai 1837 (Ordonnance)         |
| Chambon                 | Saint-Symphorien        | Démembrement                | 14 décembre 1836 (Ordonnance)   |
| Recoules-de-Fumas       | Saint-Léger-de-Peyre    | Démembrement                | 6 mai 1836 (Ordonnance)         |
| Auxillac                | Salmon                  | Démembrement et suppression | 6 mai 1836 (Ordonnance)         |
| Montjézieu              | Salmon                  | Démembrement et suppression | 6 mai 1836 (Ordonnance)         |

## Modifications de nom officiel
| Ancien nom           | Nouveau nom                   | Date (et nature) de la décision |
| -------------------- | ----------------------------- | ------------------------------- |
| La Chaze             | La Chaze-de-Peyre             | 26 mai 1972 (Décret)            |
| Saint-Chély-du-Tarn  | Mas-Saint-Chély               | 4 mai 1972 (Arrêté)             |
| Rieutort             | Rieutort-de-Randon            | 19 août 1961 (Décret),          |
| Saint-Denis          | Saint-Denis-en-Margeride      | 19 août 1961 (Décret),          |
| Moissac              | Moissac-Vallée-Française      | 25 juillet 1961 (Décret)        |
| Bagnols              | Bagnols-les-Bains             | 27 février 1961 (Décret)        |
| Barre                | Barre-des-Cévennes            | 8 octobre 1958 (Décret)         |
| Sainte-Croix         | Sainte-Croix-Vallée-Française | 8 octobre 1958 (Décret)         |
| Aumont               | Aumont-Aubrac                 | 21 novembre 1937 (Décret)       |
| Paulhac              | Paulhac-en-Margeride          | 20 mai 1928 (Décret)            |
| Puylaurent           | La Bastide-Puylaurent         | 18 juin 1917 (Décret)           |
| Saint-Préjet-du-Tarn | Les Vignes                    | 23 décembre 1914 (Décret)       |
| Chambon              | Chambon-le-Château            | 17 janvier 1896 (Décret)        |
| La Rouvière          | Pelouse                       | 19 février 1889 (Décret)        |
| Saint-Alban          | Saint-Alban-sur-Limagnole     | 30 mai 1847 (Ordonnance)        |
| Inos                 | Le Massegros                  | 8 mars 1839 (Ordonnance)        |

## Modifications de limites communales
Le plus souvent, les modifications des limites communales décidées par arrêtés préfectoraux ne sont pas répertoriées dans le Journal officiel ni dans le Bulletin officiel.
| La commune de ...                                              | ... cède du territoire à la commune de ...                     | précisions | Date (et nature) de la décision           |
| -------------------------------------------------------------- | -------------------------------------------------------------- | --- | ----------------------------------------- |
| Saint-Chély-du-Tarn                                            | Sainte-Enimie                                                  | Le village dans les "Gorges" : Saint-Chély-du-Tarn est cédé à la commune de Sainte-Enimie. La commune se recentre sur sa section du "Causse" et prend le nom de Mas-Saint-Chély | 4 mai 1972 (Arrêté)                       |
| Grandrieu                                                      | Sainte-Colombe-de Montauroux                                   | Section d'Espinouzette | 2 avril 1889 (Décret)                     |
| Fraissinet-de-Lozère                                           | Pont-de-Montvert                                               | | 30 avril 1860 (Loi)                       |
| Allenc                                                         | Châteauneuf-de-Randon                                          | Sections de Laubert et Montbel | 10 juin 1854 (Loi)                        |
| Bacon                                                          | Albaret-le-Comtal                                              | Enclave | 24 juillet 1843 (Loi)                     |
| Granval                                                        | Brion                                                          | | 22 juillet 1843 (Loi)                     |
| Fournels                                                       | Noalhac                                                        | Enclave | 22 juillet 1843 (Loi)                     |
| Rimeize                                                        | Aumont                                                         | Enclaves | 7 août 1839 (Loi)                         |
| Rimeize                                                        | Javols                                                         | Enclaves | 7 août 1839 (Loi)                         |
| Laubies                                                        | Serverette                                                     | Hameaux de la Vachelerie, les Roussels et le Moulin du Bayle (enclave) | 26 mars 1829 (Loi)                        |
| Laubies                                                        | Javols                                                         | Hameau de Tuzet (enclave) | 26 mars 1829 (Loi)                        |
| Saint-Symphorien Saint-Vénérand (département de Haute-Loire)   | Saint-Vénérand (département de Haute-Loire) Saint-Symphorien   | | 8 janvier 1804 (Arrêté) (17 nivôse an 12) |
| Saint-Symphorien Saint-Christophe (département de Haute-Loire) | Saint-Christophe (département de Haute-Loire) Saint-Symphorien | | 8 janvier 1804 (Arrêté) (17 nivôse an 12) |
| Saint-Symphorien Croisance (département de Haute-Loire)        | Croisance (département de Haute-Loire) Saint-Symphorien        | | 8 janvier 1804 (Arrêté) (17 nivôse an 12) |

## Communes associées
Liste des communes ayant ou ayant eu (en italique), à la suite d'une fusion, le statut de commune associée.
| Nom de la commune | Code INSEE | Fusion-association                     | Fusion-association | Fusion-association | Fusion-association                       | Transformation de l'association en fusion simple | Transformation de l'association en fusion simple |
| Nom de la commune | Code INSEE | date de la décision                    | date d'effet       | commune absorbante | nom de la commune résultant de la fusion | date de la décision                              | date d'effet                                     |
| ----------------- | ---------- | -------------------------------------- | ------------------ | ------------------ | ---------------------------------------- | ------------------------------------------------ | ------------------------------------------------ |
| Arcomie           | 48006      | Arrêté préfectoral du 22 décembre 1972 | 1er janvier 1973   | Le Bacon           | Les Monts-Verts                          | Arrêté préfectoral du 17 juillet 1990            | 17 juillet 1990                                  |
| Berc              | 48024      | Arrêté préfectoral du 22 décembre 1972 | 1er janvier 1973   | Le Bacon           | Les Monts-Verts                          | Arrêté préfectoral du 17 juillet 1990            | 17 juillet 1990                                  |
| Auxillac          | 48011      | Arrêté préfectoral du 29 décembre 1972 | 1er janvier 1973   | La Canourgue       | La Canourgue                             |                                                  |                                                  |
| La Capelle        | 48035      | Arrêté préfectoral du 29 décembre 1972 | 1er janvier 1973   | La Canourgue       | La Canourgue                             |                                                  |                                                  |
| Montjézieu        | 48102      | Arrêté préfectoral du 29 décembre 1972 | 1er janvier 1973   | La Canourgue       | La Canourgue                             |                                                  |                                                  |
| Le Villard        | 48196      | Arrêté préfectoral du 7 juin 1973      | 1er juillet 1973   | Chanac             | Chanac                                   |                                                  |                                                  |
| Pin-Moriès        | 48113      | Arrêté préfectoral du 27 février 1974  | 1er mars 1974      | Le Monastier       | Le Monastier-Pin-Moriès                  | Arrêté préfectoral du 25 août 1992               | 25 août 1992                                     |